# Resolució 15 del Consell de Seguretat de les Nacions Unides
La Resolució 15 del Consell de Seguretat de les Nacions Unides, aprovada per unanimitat el 19 de desembre de 1946, en la qual s'establia una comissió per investigar la naturalesa i recomanar una solució a les suposades violacions frontereres al llarg dels límits de Grècia, Albània, Bulgària i Iugoslàvia. La comissió devia arribar a la zona no més tard del 15 de gener de 1947 i preparar un informe pel Consell de Seguretat tan aviat com fos possible.